# Nova Araçá
Nova Araçá is een gemeente in de Braziliaanse deelstaat Rio Grande do Sul. De gemeente telt 4.075 inwoners (schatting 2009).

## Aangrenzende gemeenten
De gemeente grenst aan Casca, Guabiju, Nova Bassano, Nova Prata en Paraí.